# Rolduci apátság
A Rolduci apátság (latinul Roda Ducis; hollandul Abdij Rolduc; németül Abtei Klosterrath, franciául Abbaye de Rolduc) egykori Ágoston-rendi kolostor, és egyben a legnagyobb épen maradt kolostorkomplexum Hollandiában. Az apátság a rijksmonument (holland nemzeti örökség) része; a Wurm-völgy felett, Kerkrade mellett, Limburg tartományban található, közvetlenül a holland–német határon, a holland Kerkrade és a német Herzogenrath között, melyek korábban egy várost képeztek. A Rolduc név a francia Rode-le-Duc (németül Herzogenrath) helységnévből ered.

## Története
A Rolduci apátságot 1104-ben alapította Ailbertus van Antoing kanonok, aki előző kolostorát azért hagyta el, mert ott nem tartották be elég szigorúan a rend szabályait. Itt egy Ágoston-rendi apátságot hozott létre. 1136-ban megkapta a limburgi hercegek világi védnökségét. Később néhány limburgi herceget az apátsági templom kriptájában temettek el.
Az apátság védelmére a rolduci kolostor közelében, attól keletre épült fel Rode vára. I. János a Brabanti Hercegség csapatai élen az 1288-as Worringeni csatában elnyerte a Limburgi Hercegséget, benne "Rode Hercegséggel" (hollandul 's-Hertogenrode vagy 's-Hertogenrade; németül Herzogenrath; franciául Rode-le-Duc). Később Rolduc többször gazdát cserélt, 1430-ban a Burgundi Királysághoz került, amely viszont 1477-ben a Habsburg Birodalom része lett.
A reformáció és a felvilágosodás közvetett következményeként hosszú folyamat során alakult ki az Egyesült Holland Köztársaság, amely a Spanyolország elleni 1568 és 1648 közötti nyolcvanéves háborúval zárult, amely valójában inkább fegyveres konfliktusok sorozata volt, és a harmincéves háborúval együtt ért véget. A nagy háborúk eredménye Hollandia kiválása lett a Német Birodalomból, az Egyesült Holland Köztársaság függetlenné vált. Különösen a konfliktus korai szakaszában a Rolduci apátság többször volt a szembenálló felek közötti háborúk elszenvedője, Rolducot fosztogatás és pusztítás színhelyévé tették, főként a spanyol csapatok. Rolduc 1661-ben az Egyesült Holland Köztársaság része lett, de 1663-ban a Rolduci apátság főapátjának kezdeményezésére újra spanyol fennhatóság alá került. A lassú hanyatlás után, amelynek mélypontja a nyolcvanéves háború pusztításai voltak, a kolostort 1680-ban helyreállították, ebben az időszakban épült az új apáti lakosztály. Rolduc 1713 és 1785 között osztrák, 1795 és 1813 között pedig francia uralom alá került. 
Az 1815-ös bécsi kongresszus után megalakult a Holland Királyság, Kerkrade és Rolduc a Holland Egyesült Tartományok Limburg tartományához került, a határt közvetlenül az Rolduc apátságtól keletre húzták meg. A kolostor és a Burg Rode, Rode vára két különböző országba került. Az 1830-as belga forradalom után Limburg keleti része a Német Szövetségen belül ismét Hollandiához került, és a roermondi egyházmegye vette át a kolostort.
1831 és 1840 között, amikor a terület visszakerült Belgiumhoz, az apátság a liège-i egyházmegye kisebb szemináriumának adott otthont. 1843-ban fiúinternátus lett, itt tanult Lodewijk van Deyssel és Alphonse Ariëns. 
A Rolduc apátság szerzetesei a 18. században kisüzemi szénbányászatba kezdtek, melyet 1860-tól modernebb, világiak által végzett bányászat váltott fel. A bányászat munkaerőigényessége következtében a lakosság jelentősen felduzzadt a főként dél-európai bányászok folyamatos letelepedésének köszönhetően.
A 18. században megépült az apátság Moretti-szárnya, mely nevét az aacheni barokk építészről, Joseph Morettiről kapta, akinek a nevéhez az aacheni magyar kápolna újjáépítése is fűződdik. 
1754-ben készült el. el a rokokó stílusú kolostori könyvtár.
A 19.. században Matthias Goebbels festőművész festette meg az apátsági templom díszítését, amelyet a nazarénus mozgalom historizáló stílusa inspirált.

## Apátsági templom

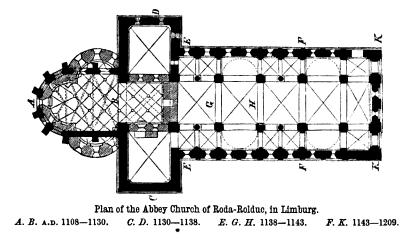
A Rolduc apátsági templom alaprajza a 15. századi gótikus karzattal (1865)

A korábbi épület helyén emelt kereszthajós bazilika túlnyomórészt a 12. századból származik, és 1209-ben szentelték fel. A templom nyugati része egy központi, téglalap alaprajzú toronnyal rendelkezik, amelyet két lényegesen alacsonyabb, szintén téglalap alaprajzú lépcsőtorony szegélyez. Eredetileg a templomnak nem volt nyugati bejárata. A kereszthajó mellett a hajó első és harmadik szakasza ál-kereszthajóként a főhajó magasságáig épült, de nem nyúlik túl az oldalhajók külső vonalán. A másik két oldalhajószakasz egy pár masszív pillérrel és egy középső oszloppal rendelkezik, és egy bazilikának megfelelően alacsonyabbak, mint a főhajó. Az  pszeudo-kereszthajók oldalhajói keresztirányú dongaboltozattal fedettek, míg a kereszthajó és a főhajó heveder nélküli keresztboltozattal van lefedve. 
A kereszthajó és a szentély alatt található a gazdagon díszített oszlopokkal rendelkező kripta. A háromkaréjos szentély a 19. században épült gótikus elődje helyén.

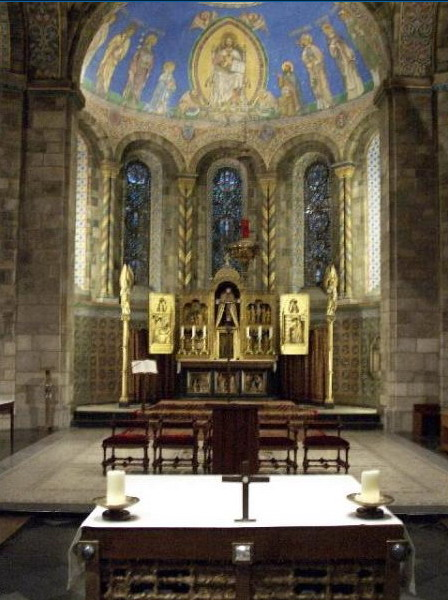
A rolduci apátság templomának belseje moszáni román stílusban

## Kolostorkert és temető
A Rolduci apátság egy erdős terület közepén, a kis Wurm folyócska mellett található. Saját területén található a kolostorudvar az apátsági templom mögött, a román kori kerengő maradványaival, a kolostorkert (két 1700 körüli kertes házzal) és a fallal körülvett kolostortemetőneogótikus temetőkápolnával, kálváriacsoporttal). A kolostorkertet modern művészeti alkotások, szobrok diszitik, míg a kerengőben képzőművészeti alkotásokból, festményekből látható egyre bővülő kiállítás.
A közvetlen közelben említésre méltó egy kis liget tavacskákkal, mini állatkerttel.

## Annales Rodenses
A 12. századtól kezdve készültek az Annales Rodenses évkönyvek, amelyeket Nikolaus Heyendal apát a 18. század elején jelentősen átdolgozott, majd folytatta sorukat, végül az egyik utolsó kanonok, Simon Peter Ernst adta ki őket. 
Az Annales Rodenses egyik évkönyvében említik először Rode néven a helységet, mint a Saffenberg grófok „Castrensis Viculis” várbeli települését. Az apátság létrejötte alapvetően befolyásolta a környező települések sorsát, megalapítását követően a környékbeli tanyák és falvak felvirágoztak, a Maastrichtból Kölnbe vezető fontos középkori kereskedelmi útvonal itt vezetett keresztül.
Az Annales Rodenses évkönyvekben számos Rajna-vidéki és limburgi település első okleveles említése található.

## Jelenlegi rendeltetés
A volt apátság ma középiskolának (Charlemagne College, korábban College Rolduc), római katolikus szemináriumnak és konferenciaközpontnak ad otthont.